# Elaphoglossum paucinervium
Elaphoglossum paucinervium är en träjonväxtart som beskrevs av M. Kessler och Mickel. Elaphoglossum paucinervium ingår i släktet Elaphoglossum och familjen Dryopteridaceae. Inga underarter finns listade.